# Pseudeusemia tricolor
Pseudeusemia tricolor là một loài bướm đêm trong họ Geometridae.